# Friedrich Erdmann Maschinenfabrik
Die Friedrich Erdmann Maschinenfabrik war ein Motorrad- und Automobilhersteller, der in Gera beheimatet war. Ab 1904 wurden dort Personen- und Lieferwagen unter dem Namen Erdmann hergestellt. Ab 1906 lautete der Markenname F.E.G. (Friedrich Erdmann, Gera).

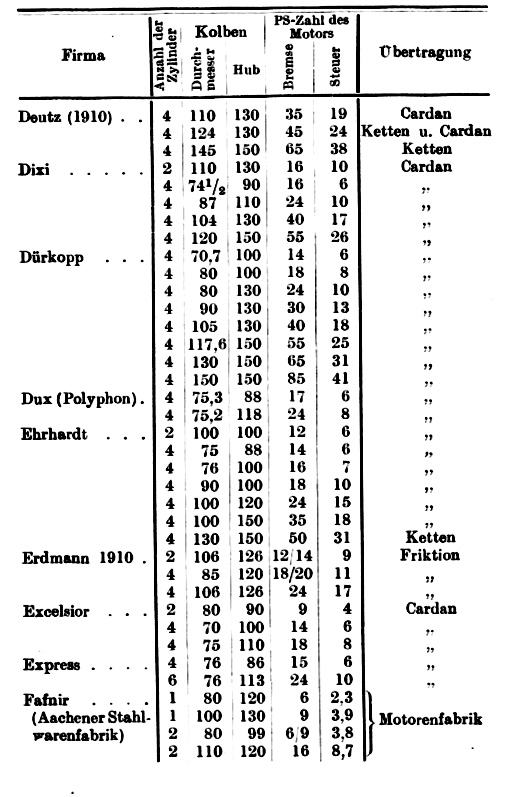
Erdmann Motorenprogramm

Die Wagen waren mit Einbaumotoren verschiedener Hersteller ausgestattet. Die Fafnir-Werke lieferten die Motoren für die Voituretten. Die Modelle 18/20 PS und 35/40 PS hatten Vierzylindermotoren von Horch. Das Automobilwerk Wilhelm Körting lieferte Zweizylindermotoren für den 12/14 PS und Vierzylindermotoren für den 26/28 PS. Über ein Friktionsgetriebe, das nur zum Anfahren diente, wurden die Hinterräder angetrieben. Hatten die Wagen ihre Reisegeschwindigkeit erreicht, wurden die Motoren direkt an den Hinterradantrieb gekuppelt.
Mangels Nachfrage wurde die Automobilproduktion 1908 wieder eingestellt, aber der Erdmann-Friktionsantrieb wurde von der Berliner Motorwagen-Fabrik übernommen.